# Códigos en neumáticos
Los neumáticos se describen con un código alfanumérico moldeado en sus flancos. Estos códigos especifican sus dimensiones y algunas de sus limitaciones clave, como su capacidad de carga y su velocidad máxima. A veces, el flanco interior contiene información que no está en el exterior, y viceversa.
Los códigos han ganado complejidad con el paso del tiempo, hecho evidente en las mezclas de unidades métricas e imperiales. Los neumáticos de nueva fabricación suelen llevar códigos para tracción, desgaste y temperatura de uso.
La mayoría de medidas se dan en el sistema internacional, aunque, de todos modos, algunos vehículos especiales usan una numeración específica para camiones ligeros y camiones pesados.

## Explicación de los códigos
Existen dos grandes organizaciones de estandarización, el European Tyre and Rim Technical Organization (ETRTO) y el U. S. Tire and Rim Association (T&RA).
El código ISO Métrico consiste en una línea de letras y números de la manera siguiente:
- Una o varias letras opcionales que indican el vehículo hacia el que va dirigido el neumático:
  - P: Vehículo de pasajeros.
  - LT: Camión ligero.
  - ST: Tráiler especial.
  - T: Uso temporal (se usa en ruedas de repuesto de pequeño tamaño).
- Número de tres dígitos: La anchura seccional nominal del neumático en milímetros, desde un borde de la banda de rodadura hasta el otro.
- /: Separación (Sin significado).
- Número de dos dígitos: La relación de aspecto entre la altura del perfil y la anchura del neumático, como un porcentaje. Si no está presente este dato, se toma como que equivale a un 82%. Si el número es mayor que 200, entonces es el diámetro total del neumático en milímetros.
- Construcción de la carcasa del neumático:
  - B: Cintas opuestas.
  - D: Diagonal.
  - R: Radial.
    - Si no está presente este dato, se entiende que es de cintas cruzadas
- Número de dos dígitos: Diámetro en pulgadas de la llanta para la que el neumático está diseñado específicamente.
- Número de dos o tres dígitos: Índice de carga (ver la tabla más abajo).
- Letra suelta o conjunto de una letra y un número: Índice de velocidad (ver la tabla más abajo).
- Marcas adicionales: Ver más abajo.

### Camionetas ligeras
Algunos neumáticos para camioneta ligera siguen un sistema de numeración diferente, indicado por las letras LT al final, en lugar de al comienzo de la secuencia, de la siguiente manera:
- El diámetro del neumático se da en los neumáticos de tipo globo. Por ejemplo:
  - Número de dos dígitos: El diámetro del neumático en pulgadas.
  - x: Separador (sin significado).
- Número de tres o cuatro dígitos: La anchura del neumático en pulgadas. Si el diámetro total del neumático no se da, este número acaba en 0 (Por ejemplo, 7.00 o 10.50) y quiere decir que la relación entre la altura del perfil y el ancho es del 92%; pero si no acaba en 0 (por ejemplo, 7.05 or 10.55), Indica que la relación es del 82%.
- Construcción de la carcasa del neumático:
  - B: Cintas opuestas.
  - D: Diagonal.
  - R: Radial.
- Número de dos dígitos: Diámetro en pulgadas de la llanta para la que el neumático está diseñado.
- LT: Solo para neumáticos hechos para camiones ligeros.
- Los índices de carga y velocidad no son necesarios para estos neumáticos, pero puede ser que el fabricante los haya incluido.
- Número de dos o tres dígitos: Índice de carga (ver la tabla más abajo).
- Letra suelta o conjunto de una letra y un número: Índice de velocidad (ver tabla más abajo).
- Marcas adicionales: Ver más abajo los ejemplos.

### Capacidad de carga
La capacidad de carga en los neumáticos para camión ligero indican la cantidad de tiras y la presión máxima.
| Capacidad de carga | Cantidad de tiras | Presión máxima (PSI) |
| B                  | 4                 | 35                   |
| C                  | 6                 | 50                   |
| D                  | 8                 | 65                   |
| E                  | 10                | 80                   |
| F                  | 12                | 95                   |

### Índice de carga
El índice de carga de un neumático es un código numérico que estipula el peso máximo que puede soportar.
| Código | Libras | Kilogramos |  | Código | Libras | Kilogramos |  | Código | Libras | Kilogramos |  | Código | Libras | Kilogramos |
| 60     | 551    | 250        |  | 80     | 992    | 450        |  | 100    | 1,764  | 800        |  | 120    | 3,087  | 1,400      |
| 61     | 567    | 257        |  | 81     | 1,019  | 462        |  | 101    | 1,819  | 825        |  | 121    | 3,197  | 1,450      |
| 62     | 584    | 265        |  | 82     | 1,047  | 475        |  | 102    | 1,874  | 850        |  | 122    | 3,306  | 1,500      |
| 63     | 600    | 272        |  | 83     | 1,074  | 487        |  | 103    | 1,929  | 875        |  | 123    | 3,418  | 1,550      |
| 64     | 617    | 280        |  | 84     | 1,102  | 500        |  | 104    | 1,984  | 900        |  | 124    | 3,528  | 1,600      |
| 65     | 640    | 290        |  | 85     | 1,135  | 515        |  | 105    | 2,039  | 925        |  | 125    | 3,638  | 1,650      |
| 66     | 661    | 300        |  | 86     | 1,168  | 530        |  | 106    | 2,094  | 950        |  |        |        |            |
| 67     | 677    | 307        |  | 87     | 1,201  | 545        |  | 107    | 2,149  | 975        |  |        |        |            |
| 68     | 695    | 315        |  | 88     | 1,235  | 560        |  | 108    | 2,205  | 1,000      |  |        |        |            |
| 69     | 717    | 325        |  | 89     | 1,279  | 580        |  | 109    | 2,271  | 1,030      |  |        |        |            |
| 70     | 738    | 335        |  | 90     | 1,323  | 600        |  | 110    | 2,337  | 1,060      |  |        |        |            |
| 71     | 761    | 345        |  | 91     | 1,356  | 615        |  | 111    | 2,403  | 1,090      |  |        |        |            |
| 72     | 783    | 355        |  | 92     | 1,389  | 630        |  | 112    | 2,470  | 1,120      |  |        |        |            |
| 73     | 805    | 365        |  | 93     | 1,433  | 650        |  | 113    | 2,536  | 1,150      |  |        |        |            |
| 74     | 827    | 375        |  | 94     | 1,477  | 670        |  | 114    | 2,601  | 1,180      |  |        |        |            |
| 75     | 853    | 387        |  | 95     | 1,521  | 690        |  | 115    | 2,679  | 1,215      |  |        |        |            |
| 76     | 882    | 400        |  | 96     | 1,565  | 710        |  | 116    | 2,756  | 1,250      |  |        |        |            |
| 77     | 908    | 412        |  | 97     | 1,609  | 730        |  | 117    | 2,833  | 1,285      |  |        |        |            |
| 78     | 937    | 425        |  | 98     | 1,653  | 750        |  | 118    | 2,910  | 1,320      |  |        |        |            |
| 79     | 963    | 437        |  | 99     | 1,709  | 775        |  | 119    | 2,999  | 1,360      |  |        |        |            |

### Código de velocidad
Este código se compone de una o dos letras, o de una letra y un número. Indica la velocidad máxima permitida que el neumático puede soportar durante un periodo de diez minutos sin que esté en peligro.
| Código | mph | km/h |  | Código | mph        | km/h       |
| A1     | 3   | 5    |  | L      | 75         | 120        |
| A2     | 6   | 10   |  | M      | 81         | 130        |
| A3     | 9   | 15   |  | N      | 87         | 140        |
| A4     | 12  | 20   |  | P      | 94         | 150        |
| A5     | 16  | 25   |  | Q      | 100        | 160        |
| A6     | 19  | 30   |  | R      | 106        | 170        |
| A7     | 22  | 35   |  | S      | 112        | 180        |
| A8     | 25  | 40   |  | T      | 118        | 190        |
| B      | 31  | 50   |  | U      | 124        | 200        |
| C      | 37  | 60   |  | H      | 130        | 210        |
| D      | 40  | 65   |  | V      | 149        | 240        |
| E      | 43  | 70   |  | Z      | más de 149 | más de 240 |
| F      | 50  | 80   |  | W      | 168        | 270        |
| G      | 56  | 90   |  | (W)    | más de 168 | más de 270 |
| J      | 62  | 100  |  | Y      | 186        | 300        |
| K      | 68  | 110  |  | (Y)    | más de 186 | más de 300 |

Anteriormente a 1991, este código se mostraba dentro del tamaño del neumático, antes del carácter "R". Los códigos disponibles eran SR (112 mph, 180 km/h), HR (130 mph, hasta 210 km/h), VR (más de 130 mph, hasta 240 km/h) y ZR (más de 149 mph, más de 240 km/h). El código ZR todavía se usa con frecuencia, a veces combinado con el código W o Y.
Los neumáticos que soportan más de 300 km/h se indican con una Y entre paréntesis[cita requerida]. El código de carga a veces se incluye entre los paréntesis, por ejemplo (86Y).
En muchos países, la ley exige que los neumáticos equipados en los vehículos sean de índices de velocidad y carga mayores que los estrictamente necesarios para el vehículo, excepto para los neumáticos de uso temporal. En Alemania, los neumáticos que no superan la velocidad máxima particular de un automóvil o de una motocicleta son ilegales, a no ser que se equipe una etiqueta a la vista del conductor que recuerde su velocidad máxima. Algunos fabricantes instalan un limitador de velocidad si el automóvil se pide con neumáticos de menor índice de velocidad que el vehículo.
Si se sustituye un neumático por otro cuyos índices sean menores que los especificados por el fabricante, puede llevar a una anulación de la garantía y del seguro.

### Signos adicionales
Hay otros muchos códigos y signos en un neumático común. Algunos habituales son:
- Treadwear (desgaste): Señala la rapidez con la que se desgasta un neumático. Indicado en el neumático por la palabra Treadwear seguida de un número de tres cifras comprendido entre 60 y 620. Números más bajos indican mayor rapidez de desgaste. El valor 100 es el valor de referencia de un neumático "normal", con una media de duración de aproximadamente 25.000 kilómetros. Así, un neumático con un Treadwear 200 se desgastará dos veces más despacio que uno normal y se agarrará algo menos, pero no la mitad (ver Traction).
- Traction (tracción o adherencia): Clasifica la adherencia de un neumático en mojado. Se indica en el neumático con la palabra Traction seguida de una o dos letras según la categoría. Hay cuatro categorías, AA, A, B y C de mayor a menor agarre. El test de prueba para esta característica mide la distancia de frenada en recta.
- Temperature (temperatura): Indica la resistencia del neumático a sobrecalentarse a más de 100 km/h. Esta característica influye directamente en el desgaste del neumático en carretera y en el riesgo ocasional de reventón. Hay tres categorías: A, B y C de mayor a menor resistencia. La mayoría de neumáticos comercializados son A; C es lo mínimo que exige la ley.
- Fecha de fabricación: Indicada mediante cuatro dígitos rodeados de un óvalo. Los dos primero indican la semana del año en que ha sido fabricado el neumático y los dos últimos, el año. Por ejemplo, el código 1210 indica un neumático fabricado en la semana 12 (aproximadamente entre los días 15 y 21 del mes de marzo) del año 2010.  Los neumáticos no tienen fecha de caducidad, ya que sus propiedades pueden deteriorarse dependiendo de las condiciones de uso y de conservación; hay que vigilar esas condiciones cada día y cambiarlas si ha perdido algunas de sus propiedades, no solo desgaste sino también grietas o cristalización; por eso, puede durar un año como quince años. Por esto mismo es importante revisarlos periódicamente.
- M+S, o M&S: Mud and Snow (barro y nieve). Suelen venir en neumáticos de invierno y en los neumáticos All Weather ("todo clima") con niveles de tracción superiores a los normales en condiciones de barro o nieve. Los de invierno están indicados para ambientes fríos y sacan su mayor rendimiento por debajo de los 7 °C. Los neumáticos con clavos añaden una E al código (M+SE) y son los más apropiados para circular por mucha nieve o hielo (no están recomendados para circular en seco).

Otros menos habituales son:
- BSW: Perfil negro.
- WSW: Perfil blanco (en automóviles antiguos).
- OWL: Marcación en color blanco.
- E4: Neumático que supera las regulaciones europeas; el número indica el país de aprobación.
- 030908: Número de aprobación del neumático.
- DOT code: Todos los neumáticos hechos para EE. UU. tienen el DOT Code, una marca requerida por el Department of Transportation (DOT) de Estados Unidos. Especifica la empresa, la fábrica, el molde, el lote y la fecha de fabricación (dos dígitos para la semana del año y otros dos dígitos para el año, o dos dígitos para la semana del año y un dígito adicional para el año para los neumáticos hechos antes del año 2000).
- TL: Tubeless, sin cámara interior.
- TT: Tube-type: el neumático debe llevar una cámara en su interior.
- Made in...: País de fabricación.
- C: Comercial, neumáticos para vehículos comerciales o camiones ligeros (Ejemplo: 185 R14 C).
- B: Cintas opuestas, neumático para motocicleta (Ejemplo: 150/70 B 17 69 H), construcción diagonal con una cinta añadida bajo la banda de rodadura.
- SFI, or Inner: Side Facing Inwards; cara interior del neumático; en neumáticos asimétricos.
- SFO, or Outer: Side Facing Outwards; cara exterior del neumático; en neumáticos asimétricos.
- TWI: Tread Wear Indicator; indicador de desgaste; puede sustituirse por otro elemento, como un triángulo o un pequeño Bibendum, localizado en el borde de la banda de rodadura. Indica dónde se encuentran las barras de desgaste entre las acanaladuras de la banda de rodadura.
- SL: Standard Load; carga estándar, neumático para uso de carga normal.
- XL: eXtra Load; carga extra, neumático para vehículos con un peso mayor al normal.
- RF: Reinforced tire, neumático reforzado.
- Flechas: Algunas bandas de rodadura son direccionales y están diseñadas para funcionar mejor cuando giran en una dirección específica. Estos neumáticos tienen una flecha que indica el sentido de giro adecuado para el avance del vehículo. Este dato es importante ya que un neumático montado al revés puede resultar peligroso.
- M0: Neumático original para Mercedes-Benz.
- N*: Neumático original para Porsche.

- Para facilitar un equilibrado correcto del neumático, muchos neumáticos de alto rendimiento incluyen un punto de color rojo y otro amarillo. Estos puntos indican en qué lugar de la llanta deben colocarse los contrapesos.[4]

- - También es importante comprobar el etiquetado europeo de las neumáticos, pues indican valores tan importantes como la eficiencia energética (consumo), el agarre en mojado y el ruido de rodadura.

Ver: Etiquetado Europeo de neumáticos http://es.wikipedia.org/wiki/Etiquetado_Europeo_de_neum%C3%A1ticos

## Geometría del neumático
Cuando se refiere a los datos puramente geométricos, se usa una notación acortada. Por ejemplo, 195/55R16 significaría que la anchura del neumático es de 195 milímetros aproximadamente en su punto más ancho, la altura del perfil es el 55% de la anchura (107 mm en este ejemplo) y que necesita una llanta de 16 pulgadas. Este código lleva a un cálculo sencillo del diámetro.
En Japón es común la notación que indica el diámetro total del neumático en lugar de la relación entre ancho y alto del perfil. En el mismo ejemplo, una llanta de 16 pulgadas mide 406 mm. Al añadir dos veces la altura del perfil (2×107 mm) se consigue un total de 620 mm. Así, un neumático etiquetado como 195/55R16 puede llamarse alternativamente 195/620R16.
Aunque esto es teóricamente ambiguo, en la práctica estas dos notaciones se pueden distinguir de forma sencilla ya que la altura del perfil suele ser mucho menor que la anchura. Así, cuando la altura se exprese como un porcentaje, casi siempre es menor del 100% (Y necesariamente menor del 200%). Los neumáticos siempre son mayores de 20 cm. Entonces, si el segundo número es mayor de 200 se puede asegurar que se usa la notación nipona y si es menor de 200, se usa la notación occidental.

### Ejemplos
Los neumáticos de un Mini Cooper son: P195/55R16 85H
- P  — Neumáticos para vehículos de pasajeros.
- 195 — La anchura nominal del neumático es aproximadamente 195 milímetros en su punto más ancho.
- 55  — Indica que la altura del perfil del neumático es del 55% de la anchura (107 mm).
- R  — Es un neumático radial.
- 16  — Encaja sobre llantas de 16 pulgadas.
- 85  — Índice de carga: máximo de 515 kg por neumático.
- H  — Índice de velocidad, Esto significa que la velocidad máxima permitida es de 210 km/h.

Los neumáticos de un Hummer H1 son: 37X12.5R17LT
- 37 -   El neumático tiene un diámetro total de 37 pulgadas.
- 12.5 - El neumático tiene una sección de 12,5 pulgadas.
- R -    Es un neumático radial.
- 17 -   Encaja sobre aros (rines) de 17 pulgadas.
- LT -   Este es un neumático para camión ligero.

## Neumáticos para tractor
Los códigos numéricos de un neumático de tractor requieren desde 1955 dos o tres números: W-D o H/W-D, donde 'W' es la anchura del neumático en pulgadas, D es el diámetro de la llanta y H (si se incluye) es el porcentaje de la altura del perfil. Así, un neumático 5.00-15 se acopla a llantas de 15 pulgadas y tiene 5 pulgadas de ancho, pero su altura no está determinada. 25/5-16 es un neumático de 5 pulgadas de ancho, para uso sobre llantas de 16 pulgadas y cuyo perfil es de un 25% de la altura.